# Francisco Sempere
Francisco Sempere i Masià (Valencia, 1859 - 1922) fue un editor valenciano.
Tras ejercer como librero de viejo, Sempere fundó en el año 1900 la editorial que llevaría su apellido, Sempere y Compañía. Esta firma publicaría varios trabajos de la izquierda europea contemporánea, como por ejemplo El anarquismo de Paul Eltzbacher, así como la traducción al castellano de las obras de Schopenhauer, Nietzsche, Sorel, Jaunés, Taine, Engels, Proudhon y otras obras de vanguardia. El periódico Las Provincias lo definiría como "al servicio de Fusión Republicana lanzando a miles, extraordinariamente baratas, las obras de los escritores que en España y todavía más en el extranjero están haciendo una atrevida revolución".
Amigo de Vicente Blasco Ibáñez, la editorial Sempere se fusiona en 1914 con la Editorial Iberoamericana de Madrid, del autor de La Barraca, formando la nueva Editorial Prometeo.
En otros ámbitos, Francisco Sempere fue concejal en el Ayuntamiento de Valencia en 1909.